# Климін Михайло Федорович
Михайло Федорович Климін (народився 1 квітня 1982 у м. Мінську, СРСР) — білоруський хокеїст, нападник.  
Виступав за «Юність» (Мінськ), «Хімволокно» (Могильов), ХК «Вітебськ», ХК «Брест», «Хімік-СКА» (Новополоцьк), «Унія» (Освенцім), «Керамін» (Мінськ), ХК «Гомель», «Німан» (Гродно).
У складі молодіжної збірної Білорусі учасник чемпіонатів світу 2001 і 2002. У складі юніорської збірної Білорусі учасник чемпіонатів світу 1999 (група B) і 2000.
Срібний призер чемпіонату Білорусі (2011).